# Abdelrahman Abdelghany
Abdelrahman Abdelghany (ur. 19 grudnia 1998) – egipski judoka, olimpijczyk z Paryża (2024), gdzie zajął 33. miejsce w wadze półśredniej.
Uczestnik mistrzostw świata w 2022 i 2024. Startował w Pucharze Świata w 2023. Zajął piąte miejsce na igrzyskach afrykańskich w 2019. Zdobył pięć medali mistrzostw Afryki w latach 2022-2025.